# Толстенская поселковая община
Толстенская поселковая община (укр. Товстенська селищна громада) — территориальная община в Чортковском районе Тернопольской области Украины.
Административный центр — посёлок Толстое.
Население составляет 18591 человек. Площадь — 338,0 км².
В соответствии с распоряжением Кабинета Министров Украины от 12 июня 2020 года, в состав общины вошла территория Толстенского поселкового совета, Буряковского, Ворвулинского, Головчинского, Дорогичевского, Кошиловского, Лисовского, Литячевского, Нырковского, Подольского, Садковского, Слободского, Солёненского, Устечковского, Хмелевского, Шиповецкого и Шутроминского сельских советов упразднённого Залещицкого района, а также Свидовского сельского совета Чортковского района.

## Населённые пункты
В состав общины входят 1 посёлок и 25 сёл:
- Посёлок Толстое
- Буряковский старостинский округ:
  - Буряковка
  - Слободка
- Ворвулинский старостинский округ:
  - Ворвулинцы
  - Гиньковцы
- Головчинский старостинский округ:
  - Головчинцы
  - Королёвка
- Дорогичевский старостинский округ:
  - Дорогичевка
- Кошиловский старостинский округ:
  - Кошиловцы
  - Поповцы
- Лисовский старостинский округ:
  - Лисовцы
- Литячевский старостинский округ:
  - Литячи
- Нырковский старостинский округ:
  - Нагоряны
  - Нырков
- Подольский старостинский округ:
  - Ангеловка
  - Подолье
- Свидовский старостинский округ:
  - Антонов
  - Свидова
- Солёненский старостинский округ:
  - Рожановка
  - Солёное
- Устечковский старостинский округ:
  - Устечко
- Хмелевский старостинский округ:
  - Свершковцы
  - Хмелева
- Шиповецкий старостинский округ:
  - Шиповцы
- Шутроминский старостинский округ:
  - Садки
  - Шутроминцы